# آرامگاه فولینگ
آرامگاه فولینگ یا فو (چینی: 福陵; پین‌یین: Fúlíng; به معنای «آرامگاه خوشحالی»؛ منچو: ᡥᡡᡨᡠᡵᡳᠩᡤᠠ

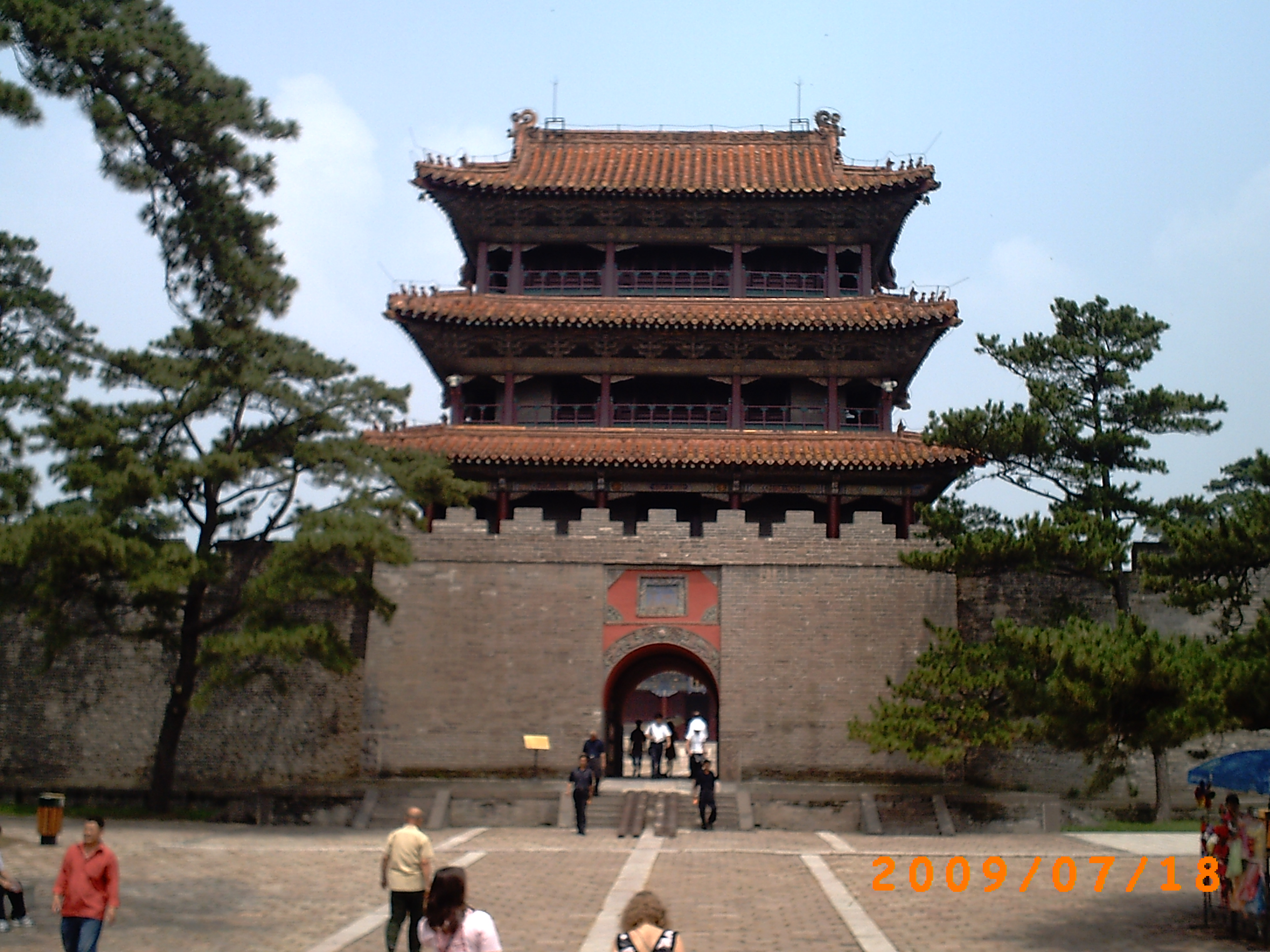
آرامگاه فولینگ

ᠮᡠᠩᡤᠠᠨ) که همچنین به عنوان آرامگاه شرق (چینی ساده: 东陵; چینی سنتی: 東陵; پین‌یین: Dōnglíng) شناخته می‌شود، آرامگاه نورهاچی، بنیان‌گذار دودمان جین پسین (پس از مرگ به عنوان امپراتور دودمان چینگ شناخته شد) و همسرش، شیاوگائو است. این آرمگاه مکان اصلی جشن‌های آیینی خاندان سلطنتی در طول فرمانروایی دودمان چینگ بود. این آرامگاه که در بخش خاوری شهر شنیانگ، استان لیائونینگ، شمال باختر چین واقع شده‌است، از سال ۲۰۰۴ به عنوان یک میراث جهانی یونسکو و بخشی از آرامگاه سلطنتی دودمان چینگ و مینگ ثبت شده‌است.